# Clorel·lestadita
La clorel·lestadita, o el·lestadita-(Cl), és un mineral de la classe dels silicats que pertany al grup de l'el·lestadita.

## Característiques
La clorel·lestadita és un silicat de fórmula química Ca₅(SiO₄)1,5(SO₄)1,5Cl. Cristal·litza en el sistema hexagonal. El terme clorel·lestadita s'emprava com a nom d'un mineral amb la fórmula de terme extrem ideal Ca10(SiO₄)₃(SO₄)₃Cl₂. Es va suposar que no existia i, per tant, va ser desacreditada, tot i que es va poder sintetitzar. Finalment va tornar a ser aprovada com a espècie vàlida per l'Associació Mineralògica Internacional l'any 2017.
Segons la classificació de Nickel-Strunz, la clorel·lestadita pertany a «9.AH - Nesosilicats amb CO₃, SO₄, PO₄, etc.» juntament amb els següents minerals: iimoriïta-(Y), tundrita-(Ce), tundrita-(Nd), spurrita, ternesita, britholita-(Ce), britholita-(Y), fluorbritholita-(Ce), fluorel·lestadita, hidroxilel·lestadita, mattheddleïta, tritomita-(Ce), tritomita-(Y), fluorcalciobritholita i fluorbritholita-(Y).

## Formació i jaciments
Va ser descoberta al vessant nord-oest del volcà Shadil-Khokh, situat a l'àrea volcànica de Kel', al Gran Caucas, a Ossètia del Sud. També ha estat descrita a Arimao, a la província de Cienfuegos, Cuba, i podria haver estat trobada també a Romania i els Estats Units.